# Audiotransparent (album)
Audiotransparent is het eerste studioalbum van de Nederlandse band Audiotransparent.

## Track listing
Alle nummers geschreven door Audiotransparent.
1. "Turn over"
2. "Lowhigh"
3. "Nothing all around"
4. "Two sides"
5. "Jusq'ici tout va bien"
6. "Cross a river"
7. "Somewhere north"
8. "Memory lane"
9. "Your god"
10. "Fin"

## Muzikanten
- Wouter Touw - zang
- Bart Looman - bas, zang
- Andreas Willemse - viool, piano, zang
- Jan-Willem Wools - gitaar
- Evert-Jan Luchies - drums
- Chris van der Ploeg - gitaar
- Chantal Acda - zang in "Nothing all around" en "Cross a river", Melodica in "Turn over"
- Marissa van Mourik - klarinet in "Turn over" en "Nothing all around"
- Krijn Tabbers - cello in "Turn over", "Somewhere north" en "Fin"